# Kriška gora
Kriška gora (staro ime Gojška planina, po kraju Gozd - narečno Gojzd), Tržičanom znana tudi kot Kokovnica) je dobrih 5 kilometrov dolg greben, ki se razprostira vzhodno od Tržiča, zahodno od Storžiča, južno od Košute in severno od Golnika ter Udin boršta. Greben predstavlja zahodni del Storžiškega pogorja, enega od treh delov Kamniško-Savinjskih Alp. Ime je gora dobila po vasi Križe, ki leži tik ob njenem vznožju. Na 1471 m stoji Koča na Kriški gori, do katere iz vasi Gozd poteka tovorna žičnica. Koča je bila dokončana leta 1953 in je priljubljena destinacija pohodnikov, leta 2020 pa je bila tudi izbrana za najboljšo visokogorsko kočo. Najvišji vrh grebena je Tolsti vrh (1715 m). Včasih zahodnega dela grebena ni preraščal gozd, saj so senožeti redno kosili in pokošeno travo namenili za krmo konjev v kriški vojašnici, od zaprtja vojašnice pa zaraščanje omejuje ovčereja.  

## Ime
Celoten greben med Kriško goro in Tolstim vrhom je v krajih ob vznožju poznan pod več imeni; krajani vsake od vasi, ki je imela določeno povezavo ali gospodarsko korist od pobočij Kriške gore, so gori oziroma grebenu dali svoje ime. Daleč najbolj razširjeno poimenovanje Kriške gore se navezuje na vas Križe, ki je bila ena od pomembnejših vasi pod grebenom in ki je bila prek rabe gozdov in pašnikov močno povezana z goro. Na severni strani, v Tržiču, je bilo, sploh v preteklosti, bolj uveljavljeno ime Kokovnica (tudi Kukovnica). V vasi Gozd (narečno Gojzd) pa se je v preteklosti uporabljajo ime Gojška planina.

## Možni dostopi
Iz Tržiča, Loma pod Storžičem, Pristave, Golnika in Gozda vodijo dobro označene pešpoti. Od Koče na Kriški gori je lepa in nezahtevna razgledna pot po grebenu preko Vrat (1591 m) do Tolstega vrha (1715 m).

## Kriškogorske senožeti
Na južni strani si od zahodnega roba Kriške gore proti Tolstemu vrhu s starimi imeni sledijo naslednje senožeti: Rudolfovca, Tratarca, Grabnarca, Bajžlka, Žveglnova, Zrnčova, Špičova, Rantova, Gašperka, Perkova, Jakšova, Edin dov, Tosova, Bernikova, Bavdova, Koržmova, Povica, Pečica, Mala dolina, Velika snožet, Prosenka, Vratna dolina, Šetinka, Široka peč, Konjska dolina, Svamnarca, Za Babo in Jircek.